# Список історичних населених місць України
Список історичних населених місць України (міста і селища міського типу).
Список затверджений постановою № 878 Кабінету Міністрів України від 26 липня 2001 року.
Історичне населене місце — згідно з українським законодавством це місто, селище чи село, яке зберегло повністю або частково свій історичний ареал з об'єктами культурної спадщини і пов'язані з ними розпланування та форму забудови, типові для певних культур або періодів розвитку.

## Вінницька область
| Назва                  | Дата заснування або першої писемної згадки |
| ---------------------- | ------------------------------------------ |
| м. Вінниця             | 1363 рік                                   |
| м. Бар                 | 1425 рік                                   |
| м. Бершадь             | 1459 рік                                   |
| смт Браїлів            | XV століття                                |
| смт Брацлав            | X–XI століття                              |
| смт Вороновиця         | 1545 рік                                   |
| м. Гайсин              | 1545 рік                                   |
| смт Дашів              | початок XV століття                        |
| м. Жмеринка            | кінець XIX століття                        |
| м. Іллінці             | середина XVII століття                     |
| смт Копайгород         | 1624 рік                                   |
| м. Могилів-Подільський | кінець XVI століття                        |
| смт Муровані Курилівці | 1493 рік                                   |
| м. Немирів             | XIV століття                               |
| смт Оратів             | 1545 рік                                   |
| м. Погребище           | XII століття                               |
| смт Ситківці           | початок XVI століття                       |
| смт Тиврів             | 1629 рік                                   |
| смт Томашпіль          | 1616 рік                                   |
| м. Тульчин             | 1607 рік                                   |
| м. Хмільник            | 1362 рік                                   |
| смт Чечельник          | початок XVII століття                      |
| м. Шаргород            | XIV століття                               |
| м. Ямпіль              | XVI століття                               |

## Волинська область
| Назва                | Дата заснування або першої писемної згадки |
| -------------------- | ------------------------------------------ |
| м. Луцьк             | 1085 рік                                   |
| м. Берестечко        | 1445 рік                                   |
| м. Володимир         | 988 рік                                    |
| смт Голоби           | середина XVI століття                      |
| смт Головно          | 1564 рік                                   |
| м. Горохів           | 1240 рік                                   |
| смт Іваничі          | 1545 рік                                   |
| м. Камінь-Каширський | 1196 рік                                   |
| м. Ковель            | 1310 рік                                   |
| смт Луків            | 1537 рік                                   |
| смт Любешів          | 1484 рік                                   |
| м. Любомль           | 1287 рік                                   |
| смт Олика            | 1149 рік                                   |
| смт Ратне            | кінець XII-початок XIII століття           |
| м. Рожище            | 1377 рік                                   |
| смт Стара Вижівка    | 1508 рік                                   |
| смт Турійськ         | 1097 рік                                   |
| м. Устилуг           | 1150 рік                                   |
| смт Цумань           | 1557 рік                                   |
| смт Шацьк            | 1410 рік                                   |

## Дніпропетровська область
| Назва         | Дата заснування або першої писемної згадки |
| ------------- | ------------------------------------------ |
| м. Дніпро     | 1778 рік                                   |
| м. Кам'янське | 1750 рік                                   |
| м. Кривий Ріг | середина XVII століття                     |
| м. Нікополь   | 1594 рік                                   |
| м. Самар      | 1687 рік                                   |
| м. Павлоград  | 1780 рік                                   |

## Донецька область
| Назва                 | Дата заснування або першої писемної згадки |
| --------------------- | ------------------------------------------ |
| м. Донецьк            | 1869 рік                                   |
| м. Бахмут             | 1571 рік                                   |
| м. Горлівка           | 1779 рік                                   |
| м. Краматорськ        | 1860-ті роки                               |
| м. Макіївка           | кінець XVII століття                       |
| м. Маріуполь          | 1780 рік                                   |
| м. Святогірськ        | 1538-1539 роки                             |
| м. Слов'янськ         | 1645 рік                                   |
| смт Троїцько-Харцизьк | 1786 рік                                   |
| смт Билбасівка        | 1670 рік                                   |
| м. Соледар            | остання чверть XVII ст.                    |
| смт Щербинівка        | 1600 рік                                   |
| м. Райгородок         | 1685 рік                                   |
| смт Новоселівка       | 1600 рік                                   |
| смт Дробишеве         | 1687 рік                                   |
| м. Шахтарськ          | 1764 рік                                   |
| смт Корсунь           | 1622 рік                                   |
| смт Ямпіль            | 1682 рік                                   |
| смт Олександрівка     | 1762 рік                                   |

## Житомирська область
| Назва         | Дата заснування або першої писемної згадки |
| ------------- | ------------------------------------------ |
| м. Житомир    | 1240 рік                                   |
| м. Бердичів   | 1430 рік                                   |
| м. Звягель    | 1257 рік                                   |
| м. Коростень  | 945 рік                                    |
| м. Коростишів | 1399 рік                                   |
| смт Любар     | XIV століття                               |
| смт Миропіль  | XVII століття                              |
| м. Овруч      | 946 рік                                    |
| смт Олевськ   | 1488 рік                                   |
| м. Радомишль  | близько 1150 року                          |

## Закарпатська область
| Назва                | Дата заснування або першої писемної згадки |
| -------------------- | ------------------------------------------ |
| м. Ужгород           | VIII століття                              |
| м. Берегове          | XI століття                                |
| смт Буштино          | середина XIV століття                      |
| смт Великий Березний | 1427 рік                                   |
| смт Вилок            | XIII століття                              |
| м. Виноградів        | IX століття                                |
| смт Воловець         | XV століття                                |
| м. Іршава            | XIV століття                               |
| смт Королево         | 1262 рік                                   |
| смт Міжгір'я         | XII століття                               |
| м. Мукачево          | X століття                                 |
| смт Перечин          | XIII століття                              |
| м. Рахів             | 1447 рік                                   |
| м. Свалява           | XII століття                               |
| смт Солотвино        | XIV століття                               |
| смт Тересва          | перша половина XIV століття                |
| м. Тячів             | середина XIII століття                     |
| м. Хуст              | X-XI століття                              |
| смт Чинадійово       | 1214 рік                                   |

## Запорізька область
| Назва         | Дата заснування або першої писемної згадки |
| ------------- | ------------------------------------------ |
| м. Запоріжжя  | 1770 рік                                   |
| м. Бердянськ  | 1827 рік                                   |
| м. Гуляйполе  | 1785 рік                                   |
| м. Мелітополь | XVII століття                              |
| м. Оріхів     | 1775 рік                                   |
| м. Токмак     | 1784 рік                                   |

## Івано-Франківська область
| Назва                                          | Дата заснування або першої писемної згадки |
| ---------------------------------------------- | ------------------------------------------ |
| м. Івано-Франківськ                            | 1662 рік                                   |
| смт Більшівці                                  | XV століття                                |
| смт Богородчани                                | 1442 рік                                   |
| м. Болехів                                     | 1371 рік                                   |
| смт Букачівці                                  | 1438 рік                                   |
| м. Бурштин                                     | 1554 рік                                   |
| смт Войнилів                                   | 1443 рік                                   |
| смт Ворохта                                    | XVII століття                              |
| м. Галич (разом із селами Крилос і Шевченкове) | IX століття                                |
| смт Гвіздець                                   | 1373 рік                                   |
| м. Городенка                                   | кінець XII століття                        |
| смт Делятин                                    | 1578 рік                                   |
| м. Долина                                      | друга половина X століття                  |
| смт Заболотів                                  | 1579 рік                                   |
| м. Калуш                                       | 1241 рік                                   |
| м. Коломия                                     | до 1240 року                               |
| м. Косів                                       | 1565 рік                                   |
| смт Кути                                       | XVIII століття                             |
| м. Надвірна                                    | 1596 рік                                   |
| смт Обертин                                    | 1416 рік                                   |
| смт Отинія                                     | XIII століття                              |
| м. Рогатин                                     | XII століття                               |
| смт Рожнятів                                   | XII століття                               |
| м. Снятин                                      | 1158 рік                                   |
| смт Солотвин                                   | XII століття                               |
| м. Тисмениця                                   | 1143 рік                                   |
| м. Тлумач                                      | XII століття                               |

## Київська область
| Назва          | Дата заснування або першої писемної згадки |
| -------------- | ------------------------------------------ |
| м. Біла Церква | 1032 рік                                   |
| м. Богуслав    | 1195 рік                                   |
| м. Васильків   | 988 рік                                    |
| м. Вишгород    | 946 рік                                    |
| м. Переяслав   | 907 рік                                    |
| смт Ржищів     | XI-XII століття                            |
| м. Фастів      | 1390 рік                                   |
| м. Яготин      | 1552 рік                                   |

## Кіровоградська область
| Назва            | Дата заснування або першої писемної згадки |
| ---------------- | ------------------------------------------ |
| м. Кропивницький | 1754 рік                                   |
| м. Бобринець     | 1767 рік                                   |
| смт Нова Прага   | 1758 рік                                   |
| м. Новомиргород  | 1740 рік                                   |
| м. Новоукраїнка  | середина XVIII століття                    |
| м. Олександрія   | 1751 рік                                   |

## АРКтаСевастополь
| Назва            | Дата заснування або першої писемної згадки |
| ---------------- | ------------------------------------------ |
| м. Сімферополь   | 1508 рік                                   |
| м. Алупка        | 960 рік                                    |
| м. Алушта        | VI століття                                |
| м. Армянськ      | XIV-XVIII століття                         |
| м. Балаклава     | V століття до нової ери                    |
| м. Бахчисарай    | друга половина XV століття                 |
| м. Білогірськ    | XII століття                               |
| смт Гаспра       | XVIII століття                             |
| смт Гурзуф       | VI століття                                |
| м. Євпаторія     | VI століття до нової ери                   |
| м. Інкерман      | VIII-IX століття                           |
| м. Керч          | V століття до нової ери                    |
| смт Коктебель    | VIII-XIII століття                         |
| смт Кореїз       | кінець XVII століття                       |
| смт Лівадія      | XVIII століття                             |
| смт Масандра     | 1730-1750 роки                             |
| смт Новий Світ   | XIX століття                               |
| смт Ореанда      | VIII-IX століття                           |
| смт Партеніт     | VIII-X століття                            |
| м. Саки          | XIV століття                               |
| смт Сімеїз       | I-III століття                             |
| м. Старий Крим   | X-XIII століття                            |
| м. Судак         | III-VII століття                           |
| м. Феодосія      | VI століття до нової ери                   |
| смт Форос        | XIII століття                              |
| смт Чорноморське | IV століття до нової ери                   |
| смт Щебетовка    | VIII-X століття                            |
| м. Ялта          | XII століття                               |

## Луганська область
| Назва               | Дата заснування або першої писемної згадки |
| ------------------- | ------------------------------------------ |
| м. Луганськ         | 1795 рік                                   |
| м. Алчевськ         | 1895 рік                                   |
| смт Біловодськ      | 1686 рік                                   |
| м. Зимогір'я        | 1753 рік                                   |
| м. Краснодон        | 1906 рік                                   |
| м. Лисичанськ       | 1710 рік                                   |
| смт Новопсков       | близько 1643 року                          |
| м. Сватове          | 1665 рік                                   |
| смт Слов'яносербськ | 1753 рік                                   |
| м. Старобільськ     | 1598-1600 роки                             |

## Львівська область
| Назва              | Дата заснування або першої писемної згадки |
| ------------------ | ------------------------------------------ |
| м. Львів           | 1256 рік                                   |
| м. Белз            | 1031 рік                                   |
| м. Бібрка          | 1211 рік                                   |
| м. Борислав        | 1387 рік                                   |
| м. Броди           | XII століття                               |
| смт Брюховичі      | XV століття                                |
| м. Буськ           | 1097 рік                                   |
| смт Великий Любінь | XIII століття                              |
| м. Великі Мости    | кінець XV століття                         |
| м. Винники         | XIII століття                              |
| м. Глиняни         | 1379 рік                                   |
| смт Гніздичів      | 1491 рік                                   |
| м. Городок         | 1213 рік                                   |
| м. Добромиль       | 1374 рік                                   |
| м. Дрогобич        | 1233 рік                                   |
| смт Дубляни        | 1440 рік                                   |
| м. Жидачів         | 1164 рік                                   |
| м. Жовква          | 1368 рік                                   |
| м. Золочів         | 1442 рік                                   |
| смт Івано-Франкове | 1611 рік                                   |
| м. Кам'янка-Бузька | 1464 рік                                   |
| м. Комарне         | XII-XIII століття                          |
| смт Краковець      | 1425 рік                                   |
| смт Куликів        | XIV століття                               |
| смт Магерів        | XIV століття                               |
| смт Меденичі       | 1395 рік                                   |
| м. Миколаїв        | 1570 рік                                   |
| м. Моршин          | 1482 рік                                   |
| м. Мостиська       | 1392 рік                                   |
| смт Немирів        | 1580 рік                                   |
| смт Нижанковичі    | 1408 рік                                   |
| смт Новий Яричів   | 1370 рік                                   |
| смт Олесько        | 1366 рік                                   |
| м. Перемишляни     | 1437 рік                                   |
| смт Підкамінь      | 1441 рік                                   |
| смт Поморяни       | 1437 рік                                   |
| м. Пустомити       | 1441 рік                                   |
| м. Рава-Руська     | 1455 рік                                   |
| смт Роздол         | 1569 рік                                   |
| м. Рудки           | 1462 рік                                   |
| м. Самбір          | 1238 рік                                   |
| м. Сколе           | 1397 рік                                   |
| м. Сокаль          | 1441 рік                                   |
| смт Стара Сіль     | 1255, 1421 роки                            |
| м. Старий Самбір   | XI століття, 1553 рік                      |
| м. Стрий           | 1396 рік                                   |
| м. Судова Вишня    | 1230 рік                                   |
| м. Турка           | 1431 рік                                   |
| м. Угнів           | 1360 рік                                   |
| м. Хирів           | 1374 рік                                   |
| м. Ходорів         | 1394 рік                                   |
| м. Червоноград     | 1692 рік                                   |
| смт Шкло           | XV століття                                |
| смт Щирець         | XII століття                               |
| м. Яворів          | 1376 рік                                   |

## Миколаївська область
| Назва          | Дата заснування або першої писемної згадки |
| -------------- | ------------------------------------------ |
| м. Миколаїв    | 1788 рік                                   |
| м. Вознесенськ | кінець XVIII століття                      |
| м. Очаків      | XV століття                                |
| м. Первомайськ | 1743 рік                                   |

## Одеська область
| Назва                     | Дата заснування або першої писемної згадки |
| ------------------------- | ------------------------------------------ |
| м. Одеса                  | 1794 рік                                   |
| м. Ананьїв                | 1750-ті роки                               |
| м. Балта                  | перша половина XVI століття                |
| м. Білгород-Дністровський | IV століття до нової ери                   |
| м. Болград                | 1821 рік                                   |
| смт Велика Михайлівка     | кінець XVIII століття                      |
| м. Вилкове                | 1708 рік                                   |
| м. Ізмаїл                 | кінець XVI століття                        |
| м. Кілія                  | VII століття до нової ери                  |
| м. Кодима                 | 1754 рік                                   |
| смт Овідіополь            | 1795 рік                                   |
| м. Рені                   | 1548 рік                                   |
| смт Саврань               | кінець XIV століття                        |

## Полтавська область
| Назва              | Дата заснування або першої писемної згадки |
| ------------------ | ------------------------------------------ |
| м. Полтава         | IX століття                                |
| смт Велика Багачка | кінець XVI-початок XVII століття           |
| м. Гадяч           | 1634 рік                                   |
| смт Диканька       | XVII століття                              |
| м. Зіньків         | 1604 рік                                   |
| смт Козельщина     | друга половина XVII століття               |
| м. Кременчук       | 1571 рік                                   |
| м. Лохвиця         | X-XI століття                              |
| м. Лубни           | 988 рік                                    |
| м. Миргород        | XVI століття                               |
| смт Опішня         | перша половина XVII століття               |
| м. Пирятин         | 1155 рік                                   |
| м. Хорол           | 1092 рік                                   |

## Рівненська область
| Назва            | Дата заснування або першої писемної згадки |
| ---------------- | ------------------------------------------ |
| м. Рівне         | 1283 рік                                   |
| смт Березне      | 1584 рік                                   |
| смт Володимирець | 1570 рік                                   |
| смт Гоща         | 1152 рік                                   |
| м. Дубно         | 1099 рік                                   |
| м. Дубровиця     | 1005 рік                                   |
| смт Клевань      | 1458 рік                                   |
| м. Корець        | 1150 рік                                   |
| смт Мізоч        | 1322 рік                                   |
| смт Млинів       | XVI століття                               |
| м. Острог        | 1100 рік                                   |
| м. Радивилів     | 1564 рік                                   |
| смт Степань      | 1292 рік                                   |

## Сумська область
| Назва            | Дата заснування або першої писемної згадки |
| ---------------- | ------------------------------------------ |
| м. Суми          | 1655 рік                                   |
| м. Білопілля     | XI століття                                |
| м. Ворожба       | 1665 рік                                   |
| смт Вороніж      | перша половина XVII століття               |
| м. Глухів        | кінець X століття                          |
| м. Конотоп       | 1638 рік                                   |
| м. Кролевець     | 1601 рік                                   |
| м. Лебедин       | 1654 рік                                   |
| смт Низи         | 1662 рік                                   |
| м. Охтирка       | 1641 рік                                   |
| м. Путивль       | X століття                                 |
| м. Ромни         | 1096 рік                                   |
| м. Середина-Буда | середина XVII століття                     |
| смт Терни        | друга половина XVII століття               |
| м. Тростянець    | 1660 рік                                   |

## Тернопільська область
| Назва                   | Дата заснування або першої писемної згадки |
| ----------------------- | ------------------------------------------ |
| м. Тернопіль            | 1540 рік                                   |
| м. Бережани             | 1375 рік                                   |
| м. Борщів               | 1456 рік                                   |
| м. Бучач                | 1397 рік                                   |
| смт Вишнівець           | 1395 рік                                   |
| смт Гримайлів           | 1600 рік                                   |
| смт Гусятин             | 1559 рік                                   |
| смт Залізці             | 1483 рік                                   |
| м. Заліщики             | 1340 рік                                   |
| м. Збараж               | 1211 рік                                   |
| м. Зборів               | XV століття                                |
| смт Золотий Потік       | XIV століття                               |
| смт Козова              | 1440 рік                                   |
| м. Копичинці            | XIV століття                               |
| смт Коропець            | 1421 рік                                   |
| м. Кременець            | 1226 рік                                   |
| смт Ланівці             | 1444 рік                                   |
| смт Мельниця-Подільська | 1615 рік                                   |
| смт Микулинці           | 1096 рік                                   |
| м. Монастириська        | 1454 рік                                   |
| смт Підволочиськ        | 1463 рік                                   |
| м. Підгайці             | 1463 рік                                   |
| м. Почаїв               | 1450 рік                                   |
| смт Скала-Подільська    | 1569 рік                                   |
| м. Скалат               | 1564 рік                                   |
| м. Теребовля            | 1097 рік                                   |
| смт Товсте              | 1449 рік                                   |
| м. Хоростків            | 1564 рік                                   |
| м. Чортків              | 1522 рік                                   |
| м. Шумськ               | 1149 рік                                   |

## Харківська область
| Назва            | Дата заснування або першої писемної згадки |
| ---------------- | ------------------------------------------ |
| м. Харків        | 1654 рік                                   |
| м. Балаклія      | 1663 рік                                   |
| м. Богодухів     | 1571 рік                                   |
| м. Валки         | 1646 рік                                   |
| м. Вовчанськ     | 1674 рік                                   |
| м. Зміїв         | XII століття                               |
| смт Золочів      | 1677 рік                                   |
| м. Ізюм          | 1639 рік                                   |
| смт Кегичівка    | друга половина XVIII століття              |
| м. Красноград    | 1731 рік                                   |
| смт Краснокутськ | 1651 рік                                   |
| м. Куп'янськ     | 1685 рік                                   |
| м. Люботин       | середина XVII століття                     |
| м. Мерефа        | середина XVII століття                     |
| м. Чугуїв        | 1627 рік                                   |
| смт Шарівка      | початок XVIII століття                     |

## Херсонська область
| Назва           | Дата заснування або першої писемної згадки |
| --------------- | ------------------------------------------ |
| м. Херсон       | 1778 рік                                   |
| м. Берислав     | XVI століття                               |
| м. Генічеськ    | 1784 рік                                   |
| м. Каховка      | 1781 рік                                   |
| м. Нова Каховка | 1950 рік                                   |
| м. Олешки       | 1711 рік                                   |
| м. Скадовськ    | 1894 рік                                   |

## Хмельницька область
| Назва                    | Дата заснування або першої писемної згадки |
| ------------------------ | ------------------------------------------ |
| м. Хмельницький          | початок XV століття                        |
| смт Антоніни             | XVIII століття                             |
| смт Білогір'я            | друга половина XIV століття                |
| м. Волочиськ             | 1463 рік                                   |
| м. Городок               | 1362 рік                                   |
| смт Гриців               | XI-XII століття                            |
| м. Деражня               | початок XVI століття                       |
| м. Дунаївці              | 1403 рік                                   |
| м. Ізяслав               | кінець XIII-XIV століття                   |
| м. Кам'янець-Подільський | II століття                                |
| м. Красилів              | 1444 рік                                   |
| смт Летичів              | XIII століття                              |
| смт Меджибіж             | 1146 рік                                   |
| смт Нова Ушиця           | 1439 рік                                   |
| м. Полонне               | 1171 рік                                   |
| смт Сатанів              | початок XV століття                        |
| м. Славута               | XVII століття                              |
| смт Смотрич              | XIV століття                               |
| смт Стара Синява         | XVI століття                               |
| м. Старокостянтинів      | XVI століття                               |
| смт Чорний Острів        | 1366 рік                                   |
| м. Шепетівка             | 1594 рік                                   |
| смт Ямпіль               | X століття                                 |
| смт Ярмолинці            | 1400 рік                                   |

## Черкаська область
| Назва                     | Дата заснування або першої писемної згадки |
| ------------------------- | ------------------------------------------ |
| м. Черкаси                | 1147 рік                                   |
| м. Городище               | XVI століття                               |
| м. Звенигородка           | до XIII століття                           |
| м. Золотоноша             | 1576 рік                                   |
| м. Кам'янка               | початок XVII століття                      |
| м. Канів                  | 1078 рік                                   |
| м. Корсунь-Шевченківський | 1032 рік                                   |
| смт Лисянка               | 1593 рік                                   |
| м. Сміла                  | початок XVI століття                       |
| смт Стеблів               | 1036 рік                                   |
| м. Тальне                 | 1609 рік                                   |
| м. Умань                  | 1616 рік                                   |
| м. Чигирин                | 1589 рік                                   |

## Чернівецька область
| Назва          | Дата заснування або першої писемної згадки |
| -------------- | ------------------------------------------ |
| м. Чернівці    | XII століття                               |
| м. Вижниця     | XV століття                                |
| м. Герца       | 1437 рік                                   |
| смт Глибока    | 1438 рік                                   |
| смт Кельменці  | 1559 рік                                   |
| м. Кіцмань     | 1413 рік                                   |
| смт Лужани     | 1453 рік                                   |
| м. Новоселиця  | 1456 рік                                   |
| смт Путила     | 1501 рік                                   |
| м. Сторожинець | 1448 рік                                   |
| м. Хотин       | XIII століття                              |

## Чернігівська область
| Назва                  | Дата заснування або першої писемної згадки |
| ---------------------- | ------------------------------------------ |
| м. Чернігів            | VII століття                               |
| м. Батурин             | 1625 рік                                   |
| м. Борзна              | 1239 рік                                   |
| м. Ічня                | XIV століття                               |
| смт Козелець           | початок XVII століття                      |
| смт Короп              | XIII століття                              |
| смт Любеч              | 882 рік                                    |
| м. Ніжин               | 1147 рік                                   |
| м. Новгород-Сіверський | 989 рік                                    |
| м. Остер               | 1098 рік                                   |
| м. Прилуки             | 1092 рік                                   |
| смт Седнів             | 1068 рік                                   |
| смт Сосниця            | 1234 рік                                   |
| смт Срібне             | 1174 рік                                   |